# Tomáš Zacheus Černín z Chudenic
Tomáš Zacheus hrabě Černín z Chudenic (1660 Vídeň – 14. února 1700 Vídeň) byl český šlechtic, politik a mecenáš ze šlechtického rodu Černínů. Zastával funkce ve správě Českého království, ale nedosáhl významu svého staršího bratra nejvyššího purkrabího Heřmana Jakuba, více se uplatnil jako zadavatel uměleckých zakázek na svých panstvích, především ve Lnářích, kde založil augustiniánský klášter. Byl také iniciátorem stavby dnes již neexistujícího Černínského paláce ve Vídni.

## Život
Narodil se ve Vídni jako mladší syn diplomata Humprechta Jana Černína (1628–1682) a jeho manželky Diany z Gazolda. Rané dětství strávil v Benátkách, kde byl jeho otec vyslancem, poté s rodiči pobýval na statcích v Čechách. Od dětství ovládal němčinu a latinu, díky matce vedl značnou část korespondence a vlastních deníkových zápisků v italštině, uměl ale i česky. Spolu se starším bratrem absolvoval kavalírskou cestu, doložen je jeho pobyt na šlechtické akademii v Turíně. Později byl jmenován císařským komořím, v roce 1689 se stal říšským dvorním radou. V letech 1693–1700 zastával funkci českého místokancléře, díky tomu se stal i tajným radou. Po smrti Františka Oldřicha Kinského dočasně spravoval agendu nejvyššího kancléře, krátce poté ale sám zemřel. Pohřben je v Černínské kapli v katedrále sv. Víta v Praze, jeho srdce je uloženo v kostele Nejsvětější Trojice ve Lnářích.

## Majetkové poměry

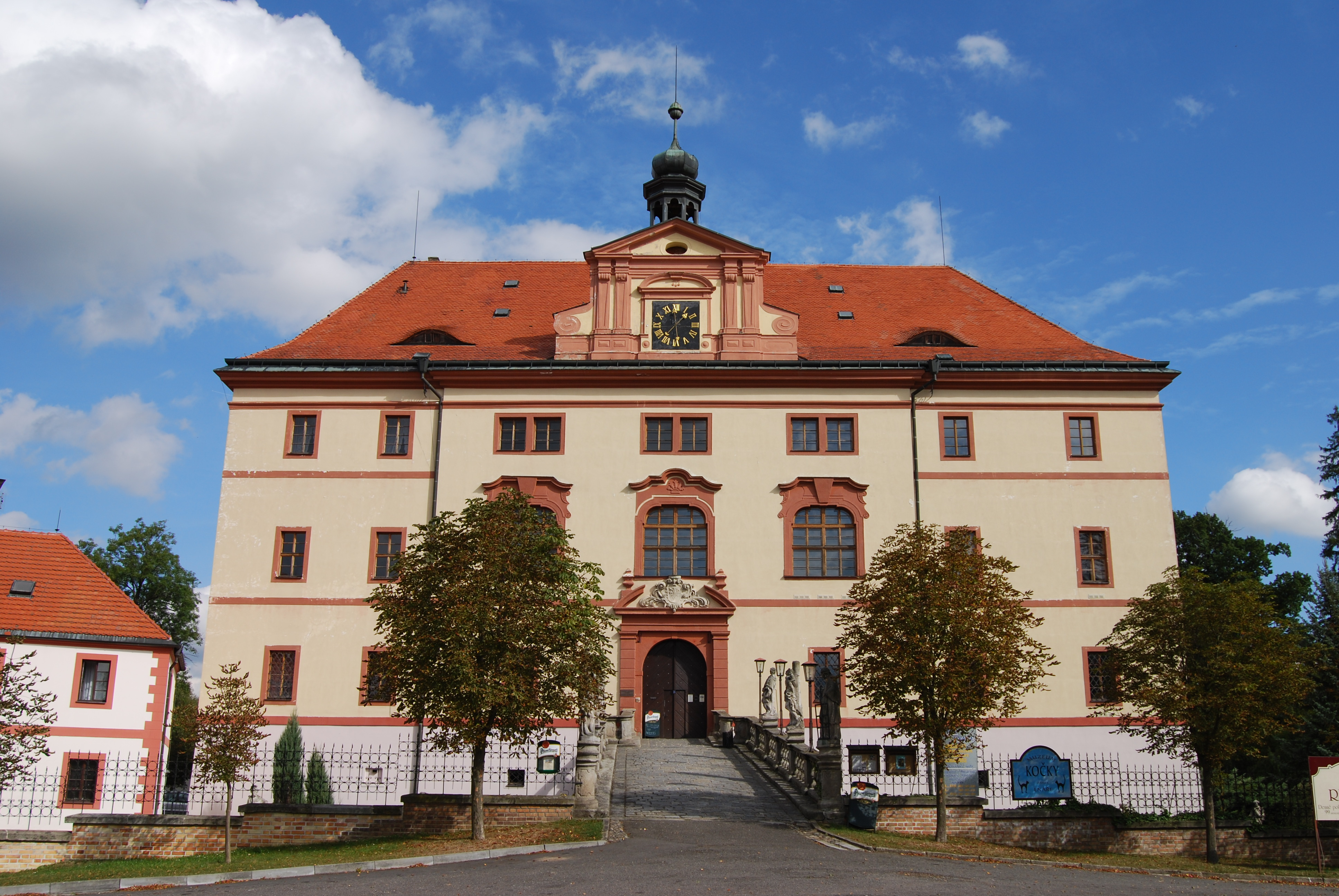
Zámek Lnáře

Po otcově smrti v roce 1682 převzal jako dědický podíl jihočeská panství Lnáře s Kasejovicemi a Landštejn. V roce 1684 koupil v dražbě zadlužené panství Častolovice od Oppersdorfů Mezitím ale zahájil finančně náročnou proměnu Lnářů jako své rezidence, proto již v roce 1685 prodal ze svého majetku Landštejn hrabatům Herbersteinům. Panství Lnáře naopak rozšířil nákupy drobných okolních statků (Málkov, Kadov, Pole). Ve funkci dvorského místokancléře začal skupovat pozemky ve Vídni (1693–1695), kde pak zahájil stavbu rodového paláce (1697) pravděpodobně podle projektu císařského architekta Johanna Lucase von Hildebrandta. V této souvislosti musel prodat východočeské panství Častolovice, které od něj v roce 1694 koupil český nejvyšší purkrabí Adolf Vratislav ze Šternberka.
Hned po převzetí dědictví přistoupil Tomáš Zachariáš Černín k přestavbě zámku ve Lnářích (1683–1686), jehož stav byl havarijní. Přestavbu zámku vedl černínský dvorní architekt Giovanni Battista Maderna, bohatá malířská výzdoba je dílem Giacoma Tencally. Černín chtěl ve Lnářích založit konvent některého ze žebravých řádů, losem byli vybráni bosí augustiniáni. Lnářský konvent byl založen v roce 1684 a budova byla vystavěna v letech 1688–1693 opět podle projektu Giovanniho Battisty Maderny. Až do své smrti patřil Tomáš Černín k významným donátorům augustiniánského řádu, aktivity lnářského konventu pak podporovala i jeho manželka Zuzana Renata, rozená Martinicová (1670–1717), která pro kostel Nejsvětější Trojice objednala oltářní obraz od Petra Brandla.

## Rodina

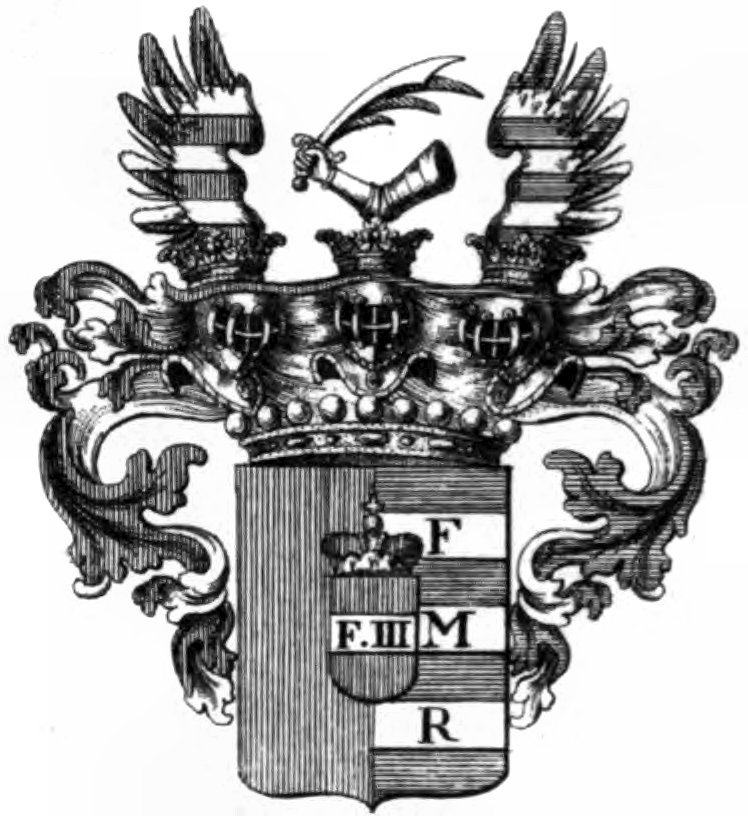
Erb rodu

V roce 1685 se oženil s hraběnkou Zuzanou Renatou z Martinic (1670–1717), dcerou nejvyššího hofmistra Maxmiliána Valentina z Martinic. Zuzana se po ovdovění podruhé provdala v roce 1703 za císařského diplomata hraběte Leopolda Auersperga (1662–1705). Z manželství s Tomášem Černínem pocházely tři dcery a jediný syn František Ignác (1686–1698), který zemřel v dětství. Poručnickou správu na panství Lnáře vedla po roce 1700 Zuzana Renata, která pokračovala v podpoře augustiniánského konventu. Mezi jejími dcerami vznikl později spor o budoucnost majetkových poměrů na panství Lnáře, které bylo v roce 1712 úředně odhadnuto na 362 000 zlatých. Marie Gabriela (1688–1758) byla od roku 1707 provdána za Václava Josefa Lažanského z Bukové, majitele Manětína, mladší Marie Josefa (1690–1726) se v roce 1712 provdala za hraběte Leopolda Künigla. Tímto sňatkem získala prostředky na finanční vyrovnání se starší sestrou Marií Gabrielou a Lnáře se pak staly majetkem Küniglů.

### Potomci
- 1. František Ignác (1686–1698)
- 2. Antonie Renata (asi 1687 – 7. 9. 1733)
  - ∞ (29. 9. 1703 / 29. 7. 1705) Albert svobodný pán de Longueval, hrabě Buquoy († 5. 10. 1714)
- 3. Marie Gabriela (1688 – 29. 7. 1758 Praha)
  - ∞ (30. 6. 1707 Vídeň) Václav Josef Lažanský z Bukové (9. 4. 1673 – 1. 3. 1715)
- 4. Marie Josefa (4. 2. 1690 – 12. 11. 1726)
  - ∞ (18. 8. 1712) Leopold Josef Künigl (12. 6. 1688 – 13. 11. 1727)
- 5. Marie Aloisie (asi 1692 – ?)